# Rhamnus philippinensis
Rhamnus philippinensis är en brakvedsväxtart som beskrevs av Charles Budd Robinson. Rhamnus philippinensis ingår i släktet getaplar, och familjen brakvedsväxter. Inga underarter finns listade i Catalogue of Life.